# 分類回收桶

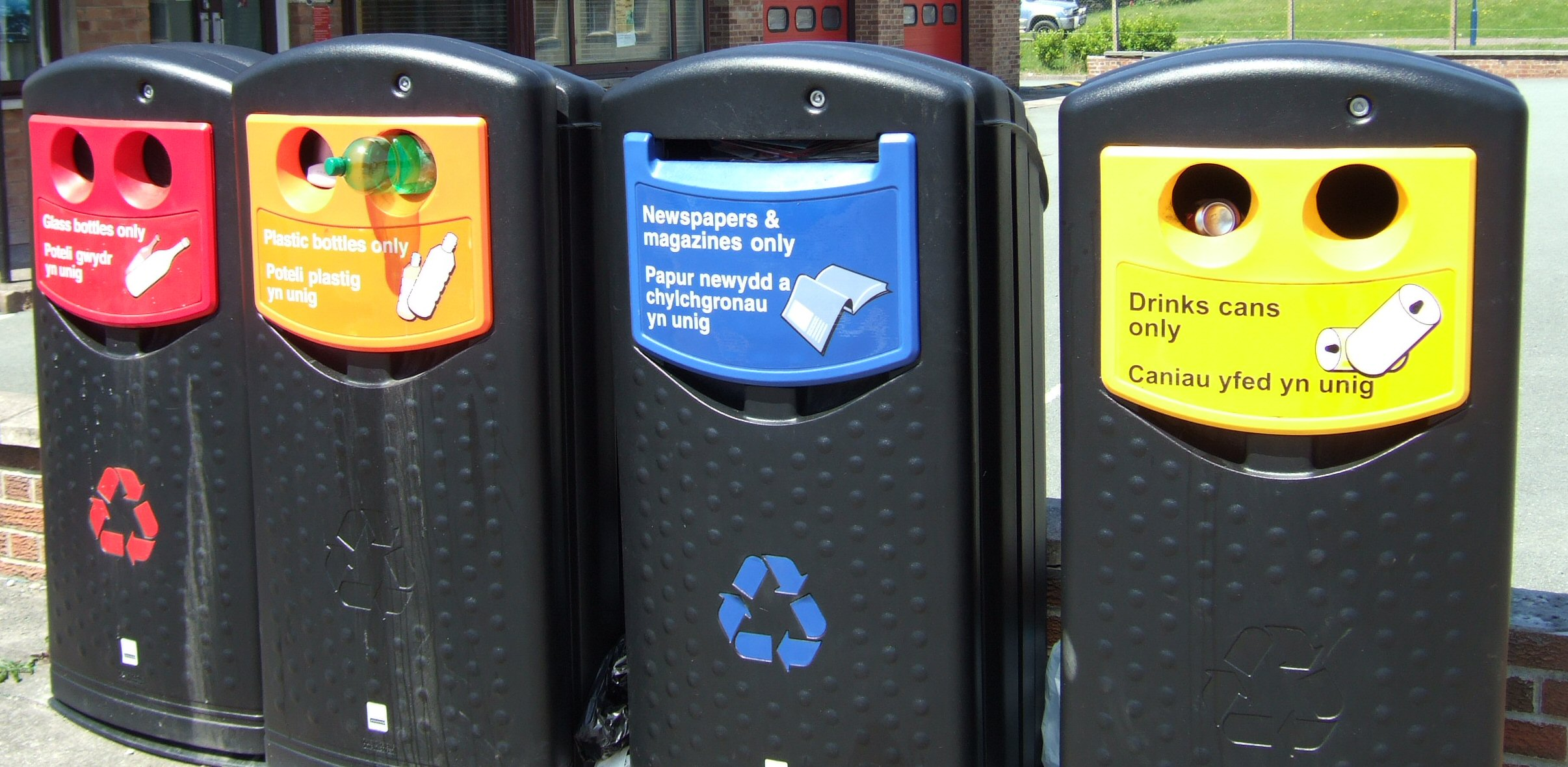
垃圾源頭分類法

分類回收桶是把廢物分類後回收的特製垃圾桶，通常用不同顏色來把廢物分類，多由金屬或塑膠製成，可接收各種廢紙、金屬和塑膠。

## 香港
香港舊時的分類回收桶是四色的，分別用來回收廢紙、鋁罐和膠樽，宣傳口號為：「藍廢紙、黃鋁罐、啡膠樽、綠玻璃」當時在香港家喻戶曉。政府為加強成效，把可回收的物品範圍擴大。2008年12月13日香港環境保護署新設計的三色分類回收桶，新塑膠製回收桶的桶口較大，可接收各種廢紙、金屬和塑膠，而且裝有自動閉合的桶蓋，桶身鑄上可回收物料的圖案，桶底有去水孔，這些裝置除了更加便利使用者，亦可避免桶內在大雨期間積水、或者因有人隨意丟棄煙頭而導致火警。
而其目的為提高市民的環保意識，三色回收桶宣傳口號「新三色，你要識。廢紙、廢膠、金屬都合適！」
2020年香港環境保護署推出減廢回收2.0，新設計的路邊回收桶以可再造物料製成，增加容量、提升職安健的功能、回收桶貼上附有智能二維碼和熱線號碼的新標貼，方便市民通報回收桶滿溢、損毀等事宜，有助提高回收物收集承辦商的跟進效率。

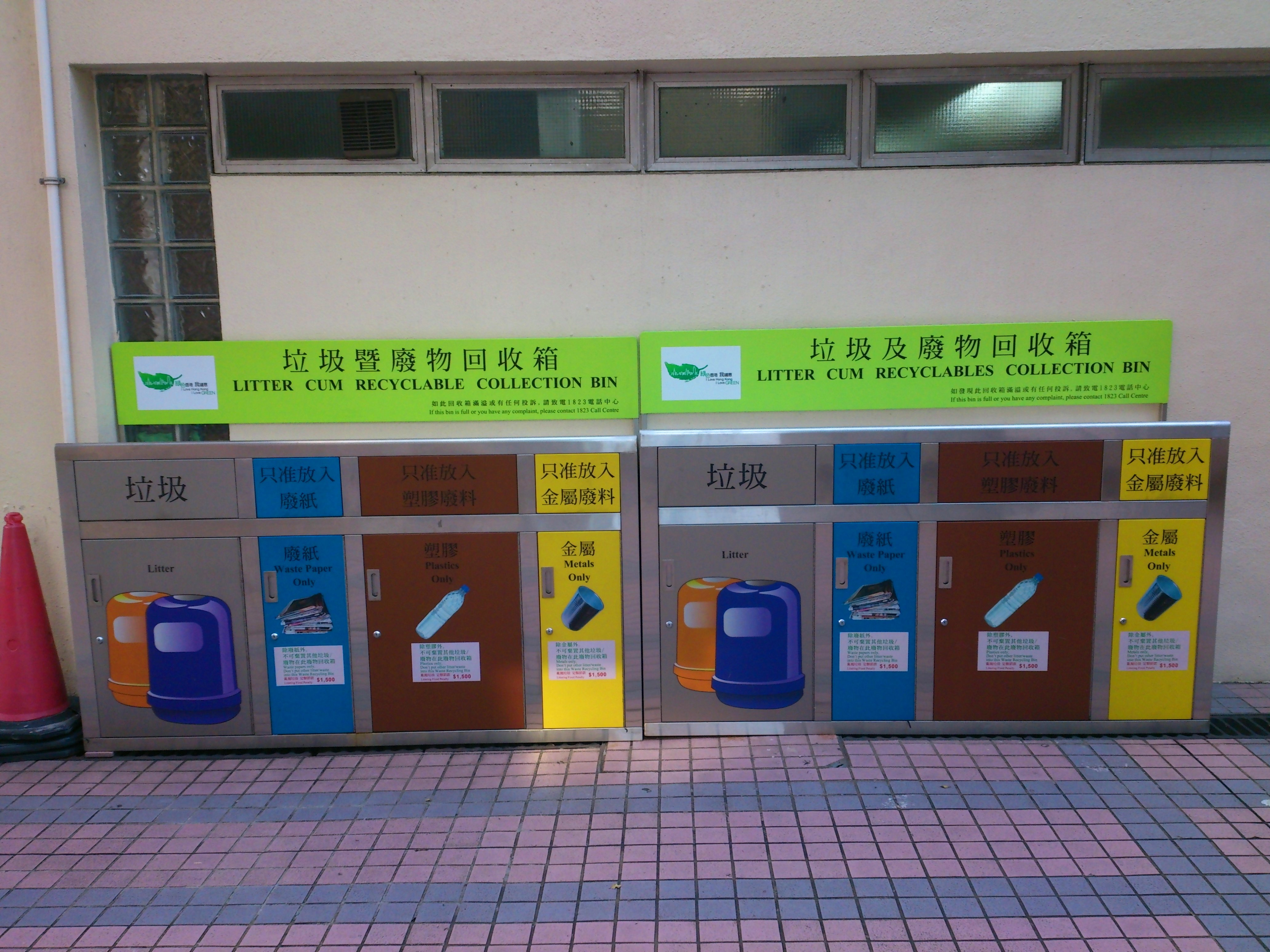
金屬製「垃圾暨廢物回收箱」
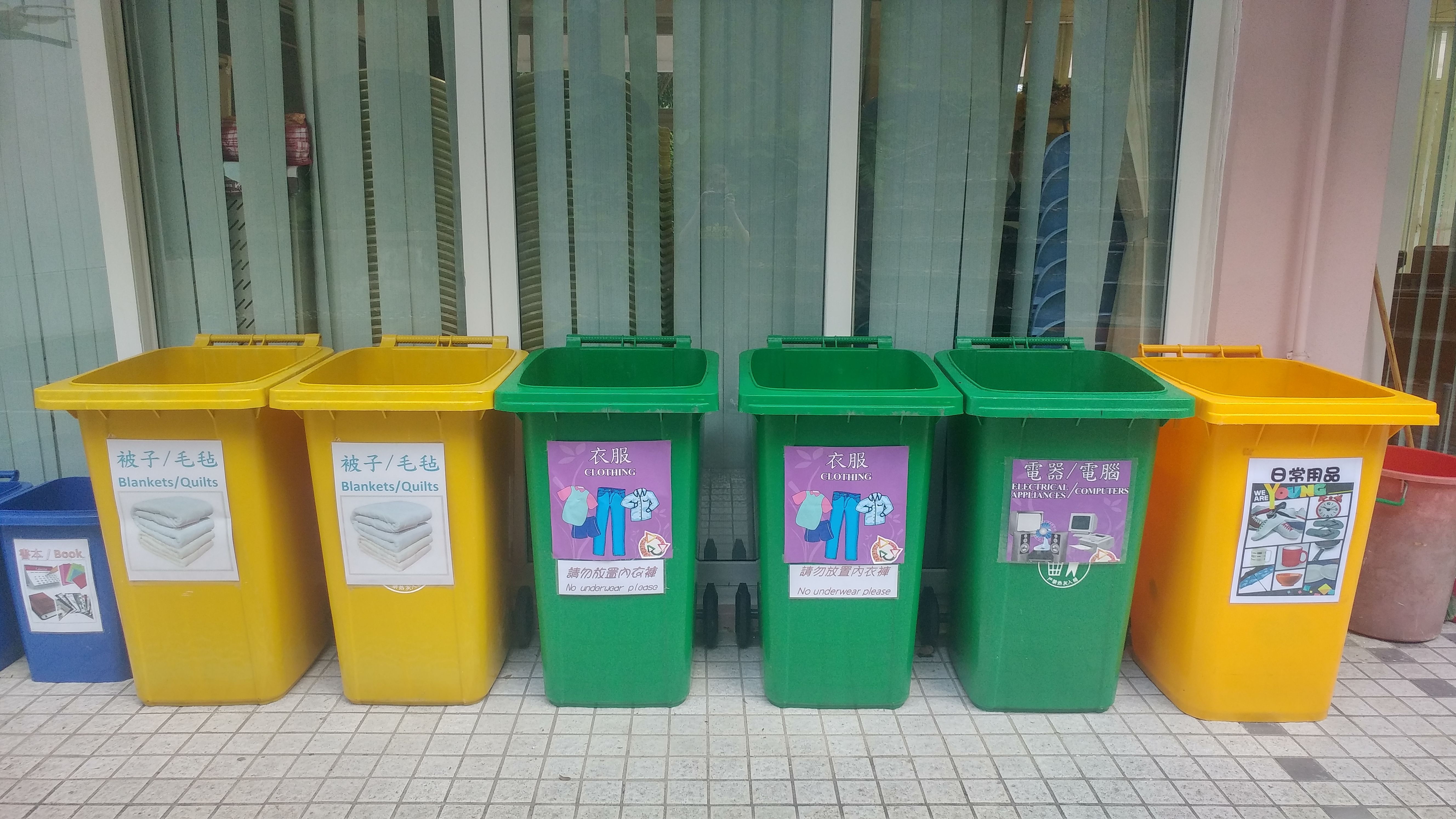
在香港中文大學宿舍設置的分類回收桶

## 臺灣
臺灣曾有從歐洲進口、名為「外星寶寶」的四色回收桶，並取有名字「藍色：藍博士（紙類）、黃色：黃金鼠（金屬類）、紅色：紅辣椒（塑膠類）、綠色：翡翠蛙（玻璃類）」，並設計可愛的造型以融入幼兒教育中，但已經不再使用，目前是以一般垃圾桶貼上四色貼紙識別。

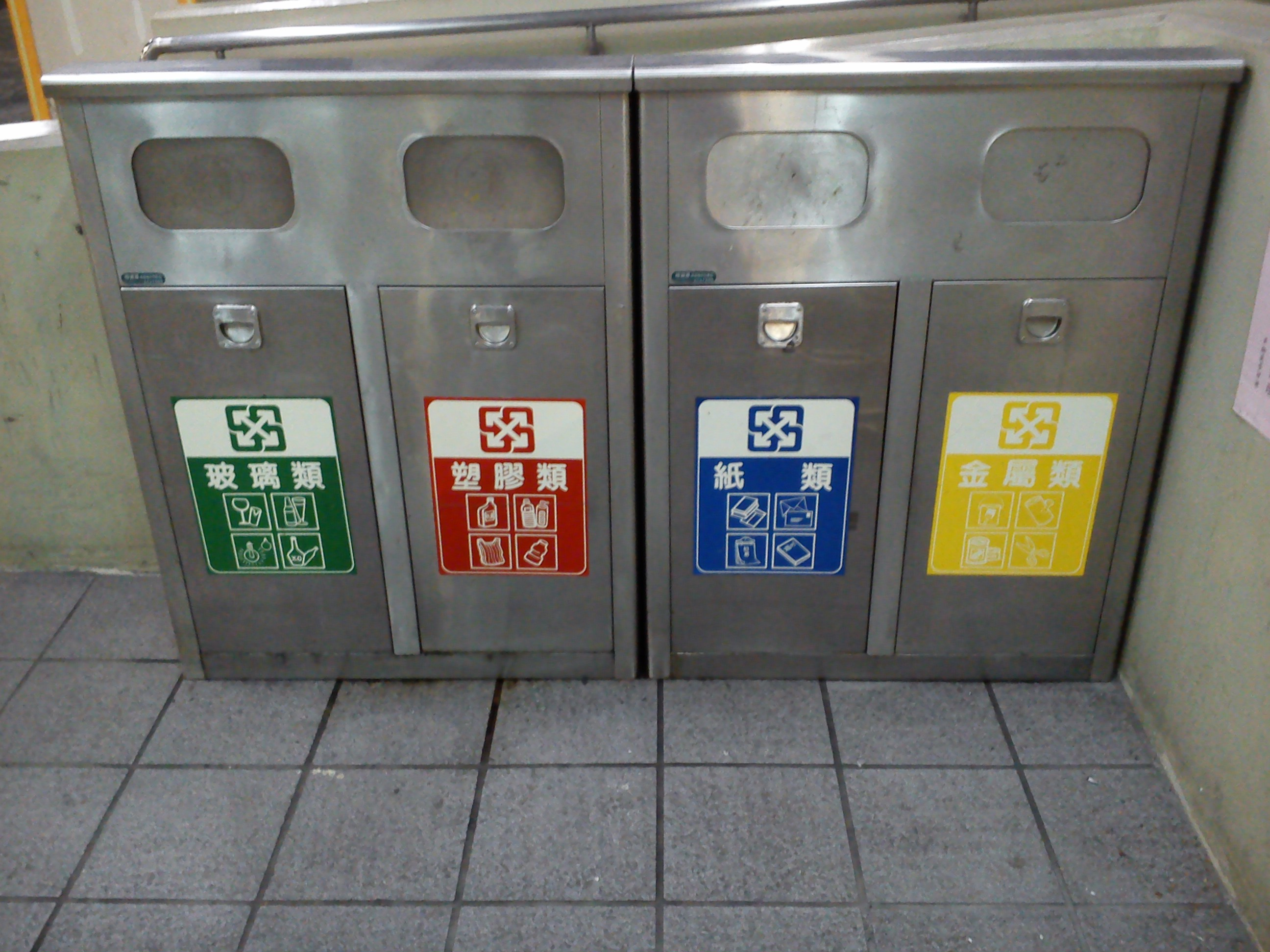
玻璃類-塑膠類-紙類-金屬類（北捷北投會館停車場）
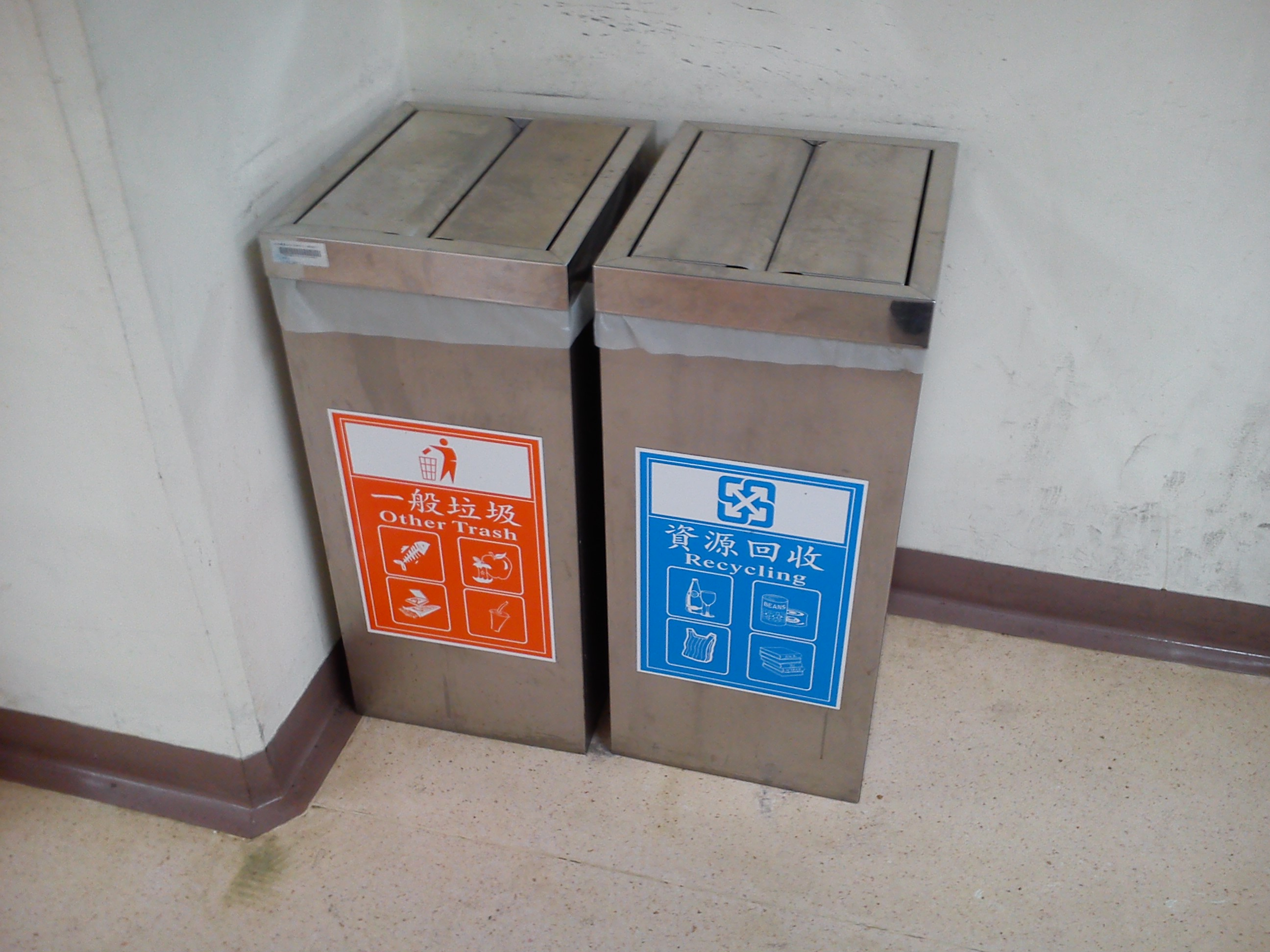
一般垃圾-資源回收（北捷北投會館大廳）
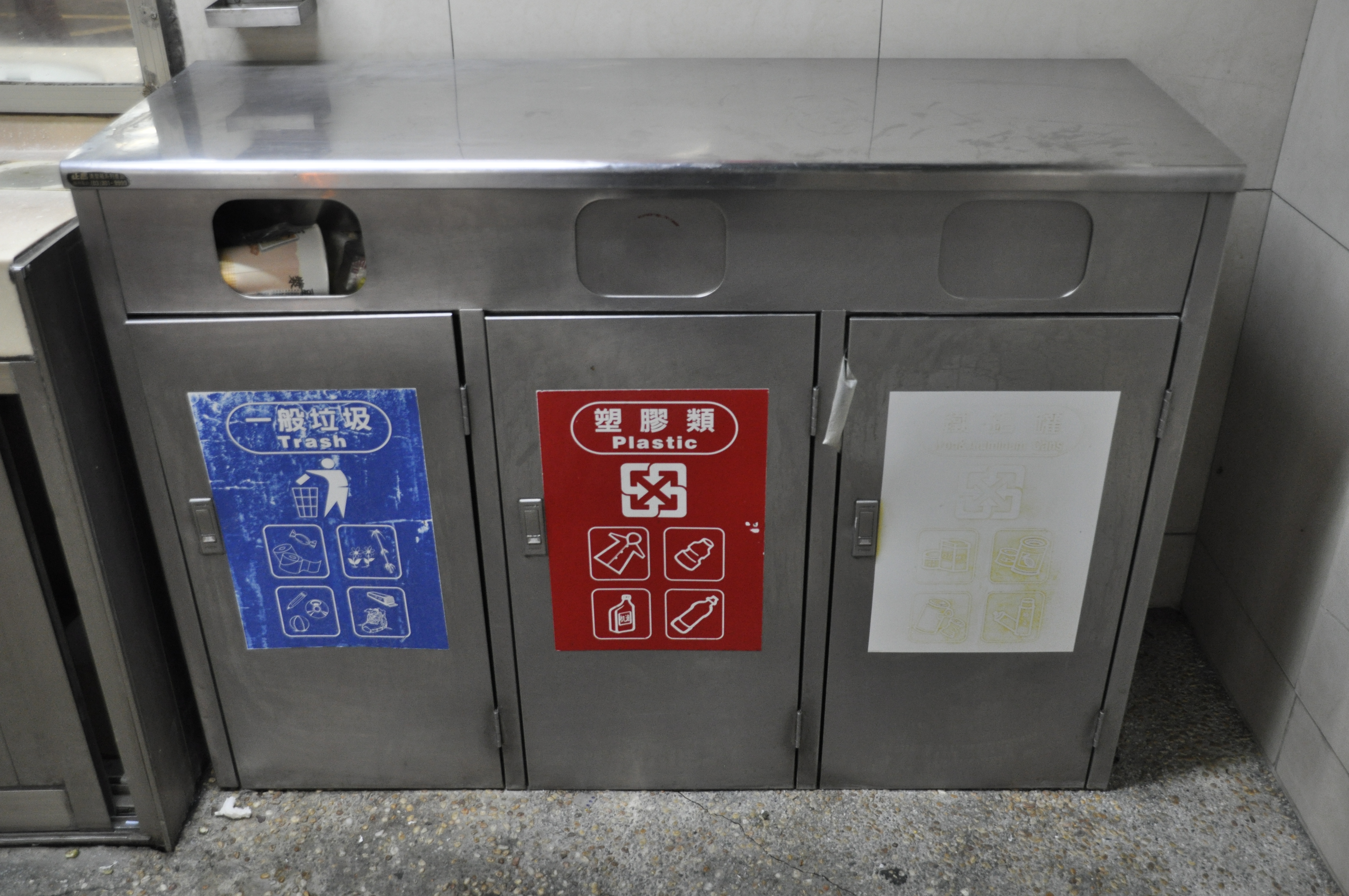
一般垃圾-塑膠類-鐵鋁罐（中油林森北路站）
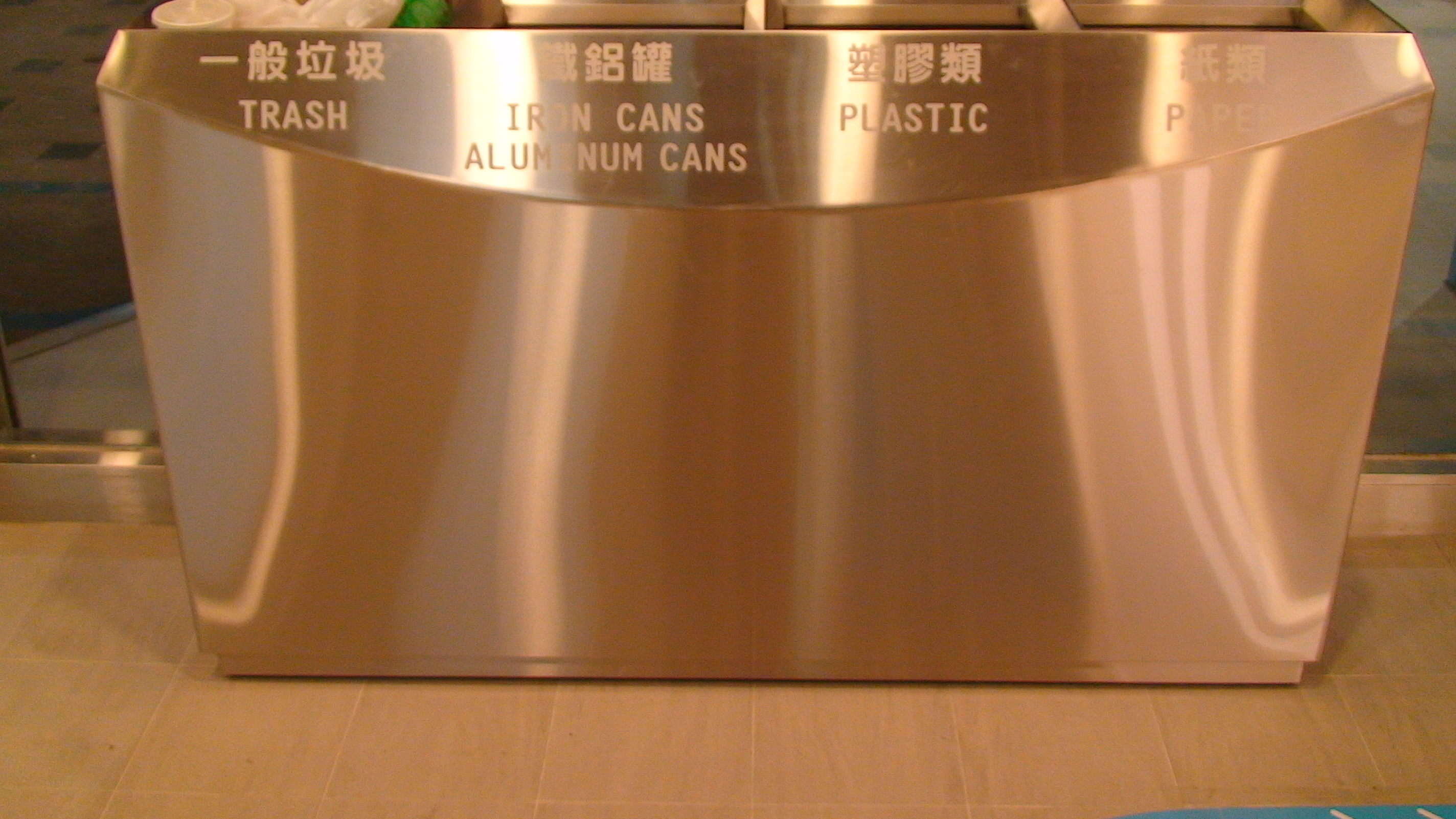
一般垃圾-鐵鋁罐-塑膠類-紙類（臺北轉運站、剛開站版本）

## 外部連結
- 環保署資源回收桶外星寶寶命名活動(19891105)--臺灣記憶Taiwan Memory--國家圖書館 （页面存档备份，存于）
- 環保署分類垃圾筒外星寶寶命名決選(19891114)--臺灣記憶Taiwan Memory--國家圖書館 （页面存档备份，存于）
- 外星寶寶垃圾桶亮相(19891116)--臺灣記憶Taiwan Memory--國家圖書館 （页面存档备份，存于）
- 環保署外星寶寶資源回收活動(19891119)--臺灣記憶Taiwan Memory--國家圖書館 （页面存档备份，存于）
- 荷蘭外星寶寶資源回收筒成為最新污染源二次公害(19891120)--臺灣記憶Taiwan Memory--國家圖書館 （页面存档备份，存于）
- 你不知道的資源回收桶生產流程大公開，金屬資源回收桶製造流程大公開 （页面存档备份，存于）

- 「外星寶寶」告別街頭〈1993年〉 （页面存档备份，存于）

## 参見
- 資源回收
- 可回收垃圾
- 垃圾分類